# Elena Akselrod
Elena Meerovna Akselrod (en ruso: Еле́на Ме́еровна Аксельро́д, pronunciado [jɪˈlʲɛnə ˈmʲejɪrəvnə ɐksʲɪlʲˈrot] (escucharⓘ); en bielorruso: Алена Меераўна Аксельрод; nacida en 1932 en Minsk, Bielorrusia) es una poeta y traductora rusa, hija del reconocido artista Meer Akselrod, del que escribió un estudio monográfico.

## Biografía
Akselrod nació en Minsk en 1932. Su padre era el artista Meer Akselrod y su madre era la poeta en idioma yidis Riva Rubina. Su tío Zelik Akselrod fue también un poeta en yidis; intentó protestar contra el cierre de las escuelas yidis en la URSS, pero fue arrestado y finalmente ejecutado durante la retirada del Ejército Rojo de Vilna, en 1941.
Elena Akselrod se graduó en el Departamento de Literatura del Moskovsky Pedagogichesky Institute (Instituto Pedagógico de Moscú) en 1954 e hizo su debut como traductora en 1955. Publicó su primer libro de poesía para niños en 1961. Desde entonces, ha escrito siete libros de poesía. Durante la época soviética, trabajó como traductora, traduciendo del yidis, el alemán, el inglés y otros idiomas. Tradujo las obras de su madre Riva Rubina.[cita requerida]
Desde 1991 Akselrod vive en Israel, donde ha seguido escribiendo libros y ha traducido obras del hebreo. Sus obras se publican en Israel, Estados Unidos y Rusia. Escribió un estudio sobre la obra de su padre, Meer Akselrod, que alcanzó notoriedad fuera de Rusia. En 2008 se publicó su libro de memorias, A Yard on Barrikadny street (Un patio en la calle Barrikadny).
Su hijo es el artista ruso-israelí Michael Yachilevich.